# Pedicularis odontophora
Pedicularis odontophora är en snyltrotsväxtart som beskrevs av David Prain. Pedicularis odontophora ingår i släktet spiror, och familjen snyltrotsväxter. Inga underarter finns listade i Catalogue of Life.